# Гамильтон, Томас, 7-й граф Хаддингтон
Томас Гамильтон, 7-й граф Хаддингтон (англ. Thomas Hamilton, 7th Earl of Haddington; 1720 — 19 мая 1794) — шотландский дворянин.

## Биография
Родился в 1720 году. Он был крещен 29 октября 1720 года в Уайткерке, Ист-Лотиан, Шотландия. Старший сын Чарльза Гамильтона, лорда Биннинга (1697—1732), и Рейчел Бейли (1696—1773) из Меллерстейна и Джервисвуда. Лорд Биннинг умер раньше своего отца Томаса Гамильтона, 6-го графа Хаддингтона в 1732 году, и с тех пор до 1735 года, когда умер его дед, Томас Гамильтон был известен как лорд Биннинг , а затем как лорд Хаддингтон.
29 ноября 1735 года после смерти своего деда Томас Гамильтон унаследовал титулы 7-го графа Хаддингтона (Пэрство Шотландии), 7-го лорда Биннинга (Пэрство Шотландии) и 7-го лорда Байсера и Биннинга (Пэрство Шотландии).
В апреле 1737 году Томас Гамильтон поступил в колледж Сент-Мэри-холл в Оксфорде, затем они много путешествовал по континенту, проживая в Риме, а затем в Женеве, где он стал частью так называемой «Общей комнаты», куда входил и Бенджамин Стиллингфлит.
Лорд Хаддингтон вернулся в Шотландию в 1744 году, но не принимал большого участия в общественной жизни. Он умер в Хэме, Лондон, 19 мая 1794 года. Ему наследовал его сын Чарльз Гамильтон, 8-й граф Хаддингтон.

## Брак и дети
Лорд Хаддингтон был женат дважды. 28 октября 1750 года он женился первым браком на Мэри Ллойд (? — 7 сентября 1785), вдове Грешама Ллойда и дочери Роуленда Холта из Редгрейв-холла, Саффолк. У Мэри Ллойд была дочь, тоже Мэри, которая вышла замуж за Джона Лесли, 10-го графа Роутса, двоюродного брата отца лорда Хаддингтона. От Мэри Ллойд у него были дети:
- Чарльз Гамильтон, 8-й граф Хаддингтон (5 июля 1753 — 17 марта 1828), старший сын и преемник отца.
- Достопочтенный Томас Гамильтон (23 сентября 1758 — 1 августа 1774)

6 марта 1786 года лорд Хаддингтон женился во второй раз на Энн Гаскойн (24 апреля 1761 — 21 июня 1840), дочери сэра Чарльза Гаскойна и Мэри Гарбетт, и имел детей:
- Леди Шарлотта Гамильтон (1790 — 3 мая 1793).